# Plebejidea
Genre
Plebejidea est un genre de lépidoptères de la famille des Lycaenidae et de la sous-famille des Polyommatinae.

## Systématique et phylogénie
Le genre Plebejidea a été décrit par Ahmet Ömer Koçak en 1983. Son espèce type est Plebejidea loewii (Zeller, 1847).
Le genre est classé dans la famille des Lycaenidae, la sous-famille des Polyommatinae et la tribu des Polyommatini. Des études sur la phylogénétique moléculaire des Polyommatini font apparaître Plebejidea comme le groupe frère du genre Eumedonia. 

## Liste des espèces
Selon Funet :
- Plebejidea chamanica (Moore, 1884) — déserts du Levant.
- Plebejidea loewii (Zeller, 1847) — Asie Mineure, Caucase ; du Levant au Turkestan.
- Plebejidea sanoga (Evans, 1925) — Himalaya.
- Plebejidea afshar (Eckweiler, 1998) — Nord de l'Iran.